# Ljubo Boban
Ljubo Boban (Solin, 1933. május 10. – Zágráb, 1994. október 9.) horvát történész, akadémikus, egyetemi tanár.

## Élete
Elemi iskolai tanulmányait szülővárosában végezte, majd 1952-ben végzett a šibeniki Tanítóképzőben. Ezt követően általános iskolai tanárként dolgozott. 1959-ben szerzett diplomát a Zágrábi Egyetem Filozófiai Karán. A belgrádi Társadalomtudományi Intézetben dolgozott, majd 1963 végén a Zágrábi Egyetem Filozófiai Kar Történettudományi Tanszékén kezdett asszisztensként dolgozni. 1964-ben doktorált a filozófiai karon, majd adjunktus lett. 1971-ben egyetemi docens lett, és a Zágrábi Egyetemen megalapította a Horvát Történeti Intézetet, melynek 1972 és 1974 között igazghatója volt. 1975-ben egyetemi rendes tanár, 1986-ban Horvát Tudományos és Művészeti Akadémia (az akkori Jugoszláv Tudományos és Művészeti Akadémia) rendes tagja lett. 1991-ben a Horvát Tudományos és Művészeti Akadémia elnökségének tagja. Előadásokat tartott a Zágrábi Egytetem Politológiai Karán és Horváttudományi Karán is. Zágrábban halt meg szívroham következtében. A zágrábi Mirogoj temetőben temették el.

## Tudományos munkássága
Számos tudományos értekezést és történelmi monográfiát írt. Foglalkozott Horvátország 1918 utáni történetével, az szerb-horvát-szlovén állammal, majd az Szerb-Horvát-Szlovén Királyság és a Jugoszláv Királyság történeti eseményeivel. A horvát nép második világháborús történetével kapcsolatos témákat is kutatott, különös tekintettel a Horvát Parasztpárt tevékenységére. A monarchista Jugoszlávia összeomlásának okairól folytatott vitákhoz érvelő és határozott megközelítéséről volt ismert.
Ugyanilyen érvelő és határozott álláspontot képviselt a horvátellenes mitománia elleni küzdelemben a jasenovaci koncentrációs táborral és az áldozatok számának meghatározásával kapcsolatban (mind Jasenovacon, mind Horvátország egész területén). Cáfolta a horvátokat népirtó népként bemutatni próbáló szerb publicisták és történészek tudományosan megalapozatlan és politizáló állításait. A témával kapcsolatos tudományos vitába az 1980-as évek végén kapcsolódott be, amikor a szerb történészek „bebetonozták” az 1970-es és 1980-as években Jasenovacon legalább 700 000 meggyilkolt ember történetét, és azok a történészek, akik ezt a teljesen önkényes és lehetetlen állítást megkérdőjelezték, heves társadalmi vádaknak és elítéleteknek voltak kitéve.
Jugoszlávia széthullása után tudományosan foglalkozott a horvát határok problémájával. Ebben az időszakban a Horvát Köztársaság Állami Határbizottsága lehatárolási szakértői csoportjának elnöke volt. Fáradhatatlan munkájával és a horvát határjog bizonyításával hozzá járult a mai határok kialakításához a Savudrija-öbölben és a Prevlaka-félsziget környékén, de más fontos határpontokon is. Évekig részt vett a horvát történetírás minden fontos tevékenységében, ötleteivel, javaslataival, közvetlen tevékenységével hozzájárult funkcióinak és feladatainak fejlesztéséhez.

## Fő művei
- O političkim previranjima na selu u Banovini Hrvatskoj, Poseban otisak: Zbornik radova Istorija XX veka, 1961.
- Zagrebačke punktacije, Poseban otisak: Zbornik radova Istorija XX veka, 1962.
- Sporazum Cvetković-Maček, Institut društvenih nauka, Odeljenje za istoriske nauke, Beograd, 1965. (doktori disszertáció)
- Iz historije odnosa između V. Mačeka i dvora u vrijeme šestojanuarskog režima, 1966.
- Svetozar Pribićević u opoziciji: (1928. – 1936.), Zagreb, 1973.
- Maček i politika Hrvatske seljačke stranke 1928-1941.: iz povijesti hrvatskog pitanja, I-II. Liber – „Otokar Keršovani”, Zagreb – Rijeka, 1974.
- Iz britanske politike prema Hrvatskoj seljačkoj stranci potkraj 1943. i početkom 1944. godine, Poseban otisak iz Zbornika Zavoda za povijesne znanosti Istraživačkog centra JAZU, Zagreb, 1980.
- Hrvatska u arhivima izbjegličke vlade: 1941-1943.: izvještaji informatora o prilikama u Hrvatskoj, Zagreb, 1985.
- Hrvatska u diplomatskim izvještajima izbjegličke vlade 1941. – 1943., I-II. Zagreb, 1988.
- Kontroverze iz povijesti Jugoslavije, (I. kötet: Dokumentima i polemikom o temama iz novije povijesti Jugoslavije 1987., II. kötet 1989., III. kötet 1990.) Zagreb, 1987. – 1990.
- Hrvatske granice od 1918. do 1991. godine, Zagreb, 1992.
- Dr. Tomo Jančiković: HSS između zapadnih saveznika i jugoslavenskih komunista, Zagreb, 1996.

## Fordítás
Ez a szócikk részben vagy egészben  a   Ljubo Boban című horvát Wikipédia-szócikk ezen változatának fordításán alapul.  Az eredeti cikk szerkesztőit annak laptörténete sorolja fel. Ez a jelzés csupán a megfogalmazás eredetét és a szerzői jogokat jelzi, nem szolgál a cikkben szereplő információk forrásmegjelöléseként.